# Ridge Racer Type 4 Direct Audio
R4: Ridge Racer Type 4 Direct Audio  es la banda sonora original del videojuego Ridge Racer Type 4, lanzado  en  1999 por Namco. Es el segundo álbum de música lanzado dentro de la serie de Ridge Racer  y fue compuesta en 1998 por el Namco Consumer Software Sound Team. El nuevo equipo fue un cambio de la habitual música dance/club producida por el antiguo equipo de sonido de Namco, Sampling Masters, que trabajó en las primeras tres entregas de la serie: Ridge Racer, Ridge Racer 2, y Rage Racer. R4 exploró estilos musicales como el  Funk, Breakbeat, Acid Jazz y Neo-Soul mezcladas con las tradicionales melodías de sintetizador de Namco.
La canción titulada "Ridge Racer (One More Win)", es interpretada por la cantante estadounidense Kimara Lovelace. El sello discográfico King Street Sounds  proporcionó cerca de 20 de las más de 40 canciones del  Ridge Racer 7.

## Lista de las pistas
1. Urban Fragments
2. Turn the Page
3. On Your Way
4. Garage Talk
5. Spiral Ahead
6. Pearl Blue Soul
7. Naked Glow
8. Your Vibe
9. Lucid Rhythms
10. Thru
11. Silhouette Dance
12. Burnin Rubber
13. Revlimit Funk
14. Quiet Curves
15. Motor Species
16. Objective
17. Move Me
18. Ride
19. Movin in Circles
20. Parade
21. Epilogue
22. Ridge Racer (One More Win) (feat. Kimara Lovelace)
23. Ready to Roll!
24. Party's Over
25. Eat'em Up!